# Ratolí saltador del desert
El ratolí saltador del desert (Notomys alexis) és una espècie de rosegador de la família dels múrids. És endèmic d'Austràlia. Es tracta d'un animal nocturn. El seu hàbitat natural són les planes sorrenques i les dunes amb matolls del gènere Spinifex. És una espècie en risc mínim, és a dir, no sembla que hi hagi cap amenaça significativa per a la seva supervivència. El seu nom específic, alexis, es refereix a Alexandria Station.